# 캡틴 모건
캡틴 모건(Captain Morgan)은 영국 굴지의 주류 업체인 디아지오에서 생산하는 향미 럼주(유럽에서는 일부 럼 향미 "프리미엄 스피릿 드링크" 포함) 브랜드이다. 17세기 캐리비안의 웨일스 사병 헨리 모건 경의 이름을 따서 명명되었다.

## 역사
1984년 캡틴 모건 오리지널 스파이스드 럼(Captain Morgan Original Spiced Rum)이 미국에 소개되었다. 2005년 4월 15일 캡틴 모건 타투 블랙 스파이스드 럼(Captain Morgan Tattoo Black Spiced Rum)과 신비한 '달콤함' 피니시가 캡틴 모건 계열(Captain Morgan Family)에 새로 추가되었다. 캡틴 모건은 부피 기준으로 미국에서 두 번째로 큰 증류주 브랜드였으며 2007년에는 전 세계적으로 7번째로 큰 브랜드였다. 2007년에는 9리터 케이스가 760만 개 판매되었다. 대부분의 캡틴 모건 럼은 아시아와 태평양, 유럽, 아메리카 등 전 세계 50여개 국에서 판매된다.
2009년 11월 NFL은 디아지오가 주장하는 은밀한 광고 캠페인을 금지했다.
2010년에 두 개의 미국 영토인 푸에르토리코와 미국령 버진 아일랜드는 조세상의 이유로 캡틴 모건이 버진 아일랜드로 작전을 이전하는 계획에 대해 논쟁을 벌였다. 이 문제는 회사를 해당 지역으로 유인하기 위해 세금 혜택을 사용하려는 USVI의 시도에 대해 미국 의회에서 토론하는 동안 정점에 이르렀다.
2014년에 디아지오 캐나다는 헤븐 힐 디스틸러리스(Heaven Hill Distilleries Inc)를 상대로 트레이드 드레스 침해 소송을 제기하여 캡틴 모건 캐릭터와 넬슨 제독 사이의 현저한 유사성과 유사성이 캡틴 모건 상표를 희석시킬 것이라고 주장했다. 디아지오 캐나다는 2017년 소송에서 승소했다.
2020년 브랜드는 캐팁 모건 티키(Captain Morgan Tiki)라는 신제품을 출시했다. 이 새로운 파인애플 망고 맛 럼은 영국, 호주, 체코, 독일에서 판매된다.